# Иван Кацаров
Иван Атанасов Кацаров е български икономист, професор във Висшия финасово-стопански институт „Д. А. Ценов“, застраховател.

## Биография
Роден е в село Рахманлий, днес Розовец, Пловдивско. Началното си образование завършва в родното си място. През 1929 година завършва Пловдивската мъжка гимназия.  а висше образование по застрахователна техника (актюерство) изучава във Факултета за приложна математика и физика във Висшето техническо училище във Виена при проф. Алфред Таубер (1866–1942). Започва работа в частното застрахователно дружество „Феникс“ във Виена при Алфред Бергер, където работи като актюер. След завръщането си в България през 30-те години на XX век започва работа в застрахователно дружество „Витоша“ в София, където отново заема актюерска позиция. По-късно  постъпва в Дирекция „Държавни дългове“.
От септември 1934 година започва работа в Управлението на фонд „Обществени осигуровки“ при Дирекция на труда и обществените осигуровки като контрольор, началник на служба в пенсионния фонд, началник на секция; впоследствие става отново актюер и главен актюер в Института за обществени осигуровки, директор и на Адвокатската каса. Участва в реформирането на българското социално осигуряване в края на 30-те и началото на 40-те години на XX в. Негови законопроекти, експертизи и разработки се разглеждат от правителството и приемат от парламента. Иван Кацаров е сред авторите на Закона за осигуряване на умствените работници, Закона за създаване на Институт за обществени осигуровки. Подготвя и провежда реформата и финансовото заздравяване на социалните осигуровки „злополука“, „инвалидност и старост“, „болест и майчинство“, извежда статистическите основи за осигурително-техническото третиране на пенсионните осигуровки за първи път в България, съставя осигурителни планове на две частни застрахователни дружества – „Български Юнион“ и дружеството при ОРПС, устави и планове за работа на редица осигурителни каси, представя научни реферати и доклади пред Дружеството на актюерите, Българското икономическо дружество, Съюза на научните работници, участва при разработване на статистически материали в БАН за проучване трудовите възможности на българското население и други.
Умира в София през 1985 година

## Научна дейност
През 1950 година по покана на проф. Димитър Бъров (1887–1961) Иван Кацаров започва преподавателска и научна дейност във  Висшето търговско училище в Свищов (понастоящем Стопанска академия „Димитър А. Ценов“). Първоначално е хоноруван преподавател, впоследствие редовен доцент (1955–1963). От 1963 г. става професор в катедра „Застрахователно дело“, а по-късно ръководи изградената от него катедра „Социално дело“. Оставя трайна диря във висшето образование и наука по проблемите на застраховането и социалното осигуряване.
Научните изследвания и проучвания на проф. Кацаров са насочени главно в сферата на застраховането, социалното осигуряване, педагогиката на висшето образование и методологията на научните изследвания. Творчествто му обхваща 219 публикувани и 45 непубликувани статии, 30 публикувани и 22 непубликувани монографии, 8 класически университетски учебника и десетки приложни изследователски проекти. Публикува статии по застрахователно дело в различни списания и вестници, включително в чуждата преса. Монографията „Еквивалентният принцип в застрахователната математика“ е негов хабилитационен труд и представлява математически модел за създаване на социална справедливост между застраховани и застрахователи. Тя е преведена и издадена на немски език.
Дисертацията му „Пределната възраст (старостта) в пенсионното дело“ се нарежда сред най-задълбочените изследвания в областта на пенсионното дело. Много от съдържащите се в нея идеи и методологически предложения по-късно развива в публикациите си у нас и в чужбина. Активно изследва приложението на демографския инструментариум във финансовото планиране и прогнозиране на осигурителната система, наблюдението, идентифицирането и оценката на демографския системен риск. Неговите публикации поставят акцент върху проблеми по управлението на трудовия потенциал. В тези трудове за пръв път се анализира цялата пенсионна система у нас във връзка със световните стандарти. 
Автор е на първата в България Методика за определяне продължителността на живота и изграждане баланса на човешкия жизнен цикъл. Тези концепции се съдържат в статиите му: „Принос за измерване на трудовите възможности на населението“ (сп. „Статистика“, 1947, кн. 4), „Върху проблема за средната продължителност на трудовия живот“ (сп. „Математика и физика“, 1960, кн. 6) и в монографията „Баланс на трудовия (активния) живот“ (Варна, 1962), използвани от специалисти в своите научни изследвания. Членува в Българското икономическо дружество, Дружеството на българските актюери и други. 

## Памет
На 27 август 2022 г. в родното му село Розовец е открита паметна плоча в чест на проф. Иван Кацаров.

## Архивно наследство
В Централния държавен архив се съхранява личен архивен фонд „Кацаров, Иван Атанасов (1910–1985)“. Съставен е от 373 архивни единици за периода 1922–1985 г..